# Libaude
La Libaude est un ruisseau français du département du Nord dans la région Hauts-de-France, affluent du Courant Saint-Martin donc un sous-affluent de l'Escaut par le Flot de Wingles Aval, le canal d'Aire à la Bassée et la Lys, 

## Géographie
La longueur de son cours d'eau est de 10,1 km. La Libaude prend naissance au sud de la commune de Fournes-en-Weppes, entre les lieux-dits le Long du Pavé et les Wallets, à 37 m d'altitude.
Elle coule globalement du nord-est vers le sud-ouest, traverse les communes de Wicres et Marquillies et longe celle de Hantay avant de rejoindre la Courant Saint-Martin et le Flot de Wingles, au sud de la commune de Marquillies, près du lieu-dit les Tranaux, à 18 m d'altitude.

### Communes et cantons traversés
Dans le seul département du Nord, la Libaude traverse les six communes suivantes, de l'amont vers l'aval, de Fournes-en-Weppes (source), Sainghin-en-Weppes, Wicres, Illies, Hantay, Marquillies (confluence).
Soit en termes de cantons, la Libaude prend source et conflue dans le même canton d'Annœullin, dans l'arrondissement de Lille.

### Bassin versant
La Libaude traverse une seule zone hydrographique 'Canal de la Deûle de l'écluse Don à l'écluse Grand Carré' (E311) de 629 km2 de superficie. Ce bassin versant est constitué à 58,64 % de « territoires agricoles », à 35,67 % de « territoires artificialisés », à 5,67 % de « forêts et milieux semi-naturels », à 0,04 % de « surfaces en eau ». 

## Affluents
La Libaude a deux affluents référencés :
- La Ferme du Coquerez (rg) 1,1 km sur les deux communes de Sainghin-en-Weppes (source) et Fournes-en-Weppes (confluence).
- le Grand Moisnil (rd) 2 km sur les deux communes de Illies (source) et Marquillies (confluence).

Donc son rang de Strahler est de deux.